# Дюпонт (Пенсільванія)
Дюпонт (англ. Dupont) — місто (англ. borough) в США, в окрузі Лузерн штату Пенсільванія. Населення — 2539 осіб (2020).

## Географія
Дюпонт розташований за координатами 41°19′25″ пн. ш. 75°44′32″ зх. д. / 41.32361° пн. ш. 75.74222° зх. д. (41.323678, -75.742086).  За даними Бюро перепису населення США в 2010 році місто мало площу 3,93 км², уся площа — суходіл.

## Демографія
Згідно з переписом 2010 року, у селищі мешкало 2711 осіб у 1220 домогосподарствах у складі 765 родин. Густота населення становила 689 осіб/км².  Було 1372 помешкання (349/км²).
Расовий склад населення:
| - 97,9 % — білих - 0,6 % — азіатів - 0,5 % — чорних або афроамериканців - 0,2 % — корінних американців |

До двох чи більше рас належало 0,8 %. Частка іспаномовних становила 1,1 % від усіх жителів.
За віковим діапазоном населення розподілялося таким чином: 17,7 % — особи молодші 18 років, 60,7 % — особи у віці 18—64 років, 21,6 % — особи у віці 65 років та старші. Медіана віку мешканця становила 45,6 року. На 100 осіб жіночої статі у селищі припадало 92,8 чоловіків;  на 100 жінок у віці від 18 років та старших — 85,4 чоловіків також старших 18 років.
Середній дохід на одне домашнє господарство  становив 62 332 долари США (медіана — 48 191), а середній дохід на одну сім'ю — 74 945 доларів (медіана — 54 892). Медіана доходів становила 43 750 доларів для чоловіків та 35 435 доларів для жінок. За межею бідності перебувало 17,1 % осіб, у тому числі 33,7 % дітей у віці до 18 років та 10,5 % осіб у віці 65 років та старших.
Цивільне працевлаштоване населення становило 1336 осіб. Основні галузі зайнятості: освіта, охорона здоров'я та соціальна допомога — 16,8 %, виробництво — 12,8 %, науковці, спеціалісти, менеджери — 12,4 %.